# Endiandra xylophylla
Endiandra xylophylla är en lagerväxtart som beskrevs av André Joseph Guillaume Henri Kostermans. Endiandra xylophylla ingår i släktet Endiandra och familjen lagerväxter. Inga underarter finns listade i Catalogue of Life.